# Tour des Flandres 1963
Le Tour des Flandres 1963 est la 47e édition du Tour des Flandres. La course a lieu le 31 mars 1963, avec un départ à Gand et une arrivée à Gentbrugge sur un parcours de 249 kilomètres.
Le vainqueur final est le coureur belge Noël Foré, qui s’impose au sprint à Gentbrugge devant le Belge Frans Melckenbeeck et le Britannique Tom Simpson.

## Classement final
|    | Coureur            | Pays            | Équipe                         | Temps           |
| -- | ------------------ | --------------- | ------------------------------ | --------------- |
| 1  | Noël Foré          | Belgique        | Faema-Flandria                 | 6 h 08 min 42 s |
| 2  | Frans Melckenbeeck | Belgique        | Mercier-BP-Hutchinson          | m. t.           |
| 3  | Tom Simpson        | Grande-Bretagne | Peugeot-BP-Englebert           | m. t.           |
| 4  | Willy Vannitsen    | Belgique        | Peugeot-BP-Englebert           | + 30 s          |
| 5  | Jos Wouters        | Belgique        | Solo-Terrot                    | m. t.           |
| 6  | Rik Van Looy       | Belgique        | GBC-Libertas                   | m. t.           |
| 7  | Michel Van Aerde   | Belgique        | Solo-Terrot                    | m. t.           |
| 8  | Emile Daems        | Belgique        | Peugeot-BP-Englebert           | m. t.           |
| 9  | Raymond Poulidor   | France          | Mercier-BP-Hutchinson          | m. t.           |
| 10 | Jo de Roo          | Pays-Bas        | Saint-Raphael-Gitane-Geminiani | m. t.           |